# Parc national des Dry Tortugas
Le parc national des Dry Tortugas abrite les îles de Dry Tortugas, dans l'archipel des Keys (Floride) ainsi que le fort Jefferson, qui en est la pièce maîtresse. Le parc couvre une superficie de 262 km2, dont la majeure partie est sous-marine. Il se trouve à 108 km à l'ouest de Key West, dans le golfe du Mexique.
Les îles Dry Tortugas sont un ensemble de 11 îlots de sable affleurant à peine au-dessus du niveau de la mer et protégés par des récifs coralliens réputés pour leur richesse et l'abondance de leur faune marine, mais également pour leurs naufrages et leurs légendes de trésors engloutis.

## Histoire
Le nom, qui veut dire « îles sèches des tortues » est un mélange de l'anglais et l'espagnol. « Sèches » (dry) est une référence au manque d'eau douce et de ruisseau dans les îles.
Inspectées fin 1824 par le commodore américain David Porter, les îles sont alors considérées comme étant impropres à la construction d'une base navale permettant de lutter contre la piraterie dans les Antilles. En 1825, il est cependant décidé de construire un phare sur l'île de Garden Key, qui est achevé l'année suivante. Le phare, de presque 20 mètres de haut, est constitué de briques et d'un parement extérieur blanc, et est accompagné d'une maisonnette blanche servant à accueillir le gardien.
De nouveau inspectées par le commodore John Rodgers en mai 1829, les îles se révèlent en fait être un endroit stratégique pour la construction d'un poste avancé destiné à défendre le golfe. En 1846 débute la construction, sur Garden Key, du fort Jefferson, en référence à Thomas Jefferson, une imposante forteresse côtière qui restera inachevée. Composée de plus de 16 millions de briques, elle est, aujourd'hui encore, la plus importante construction en maçonnerie du continent américain.

## Îles principales
- Loggerhead Key et son phare, le Dry Tortugas Light
- Garden Key, son phare et le fort Jefferson
- Bush Key
- Long Key
- Hospital Key
- Middle Key
- East Key

## Oiseaux
On dénombre 299 espèces d'oiseaux dans le parc, qui est le seul endroit aux États-Unis où vivent le pélican brun, la grande frégate, le fou masqué, le noddi brun et la sterne fuligineuse.

## Galerie

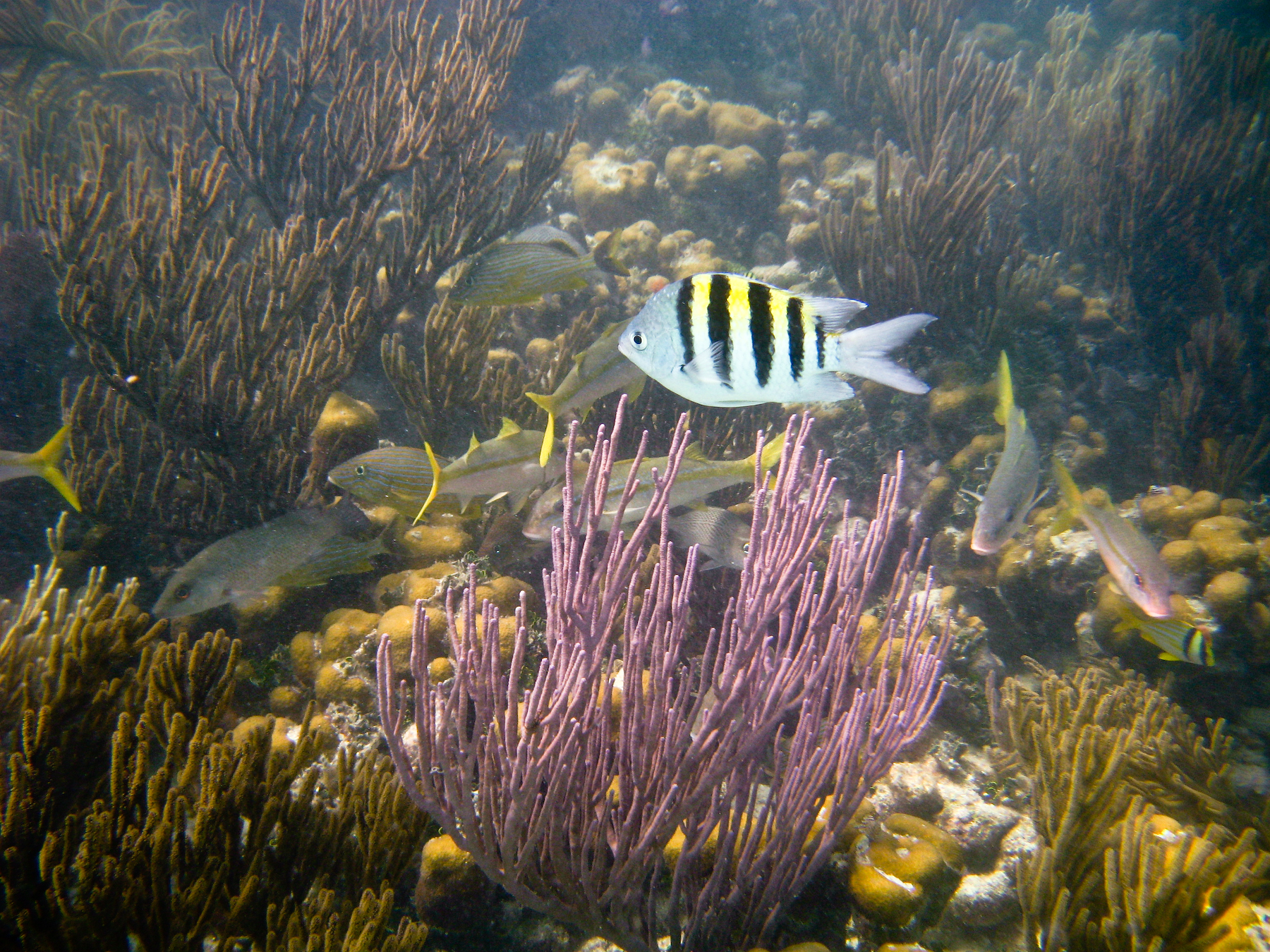
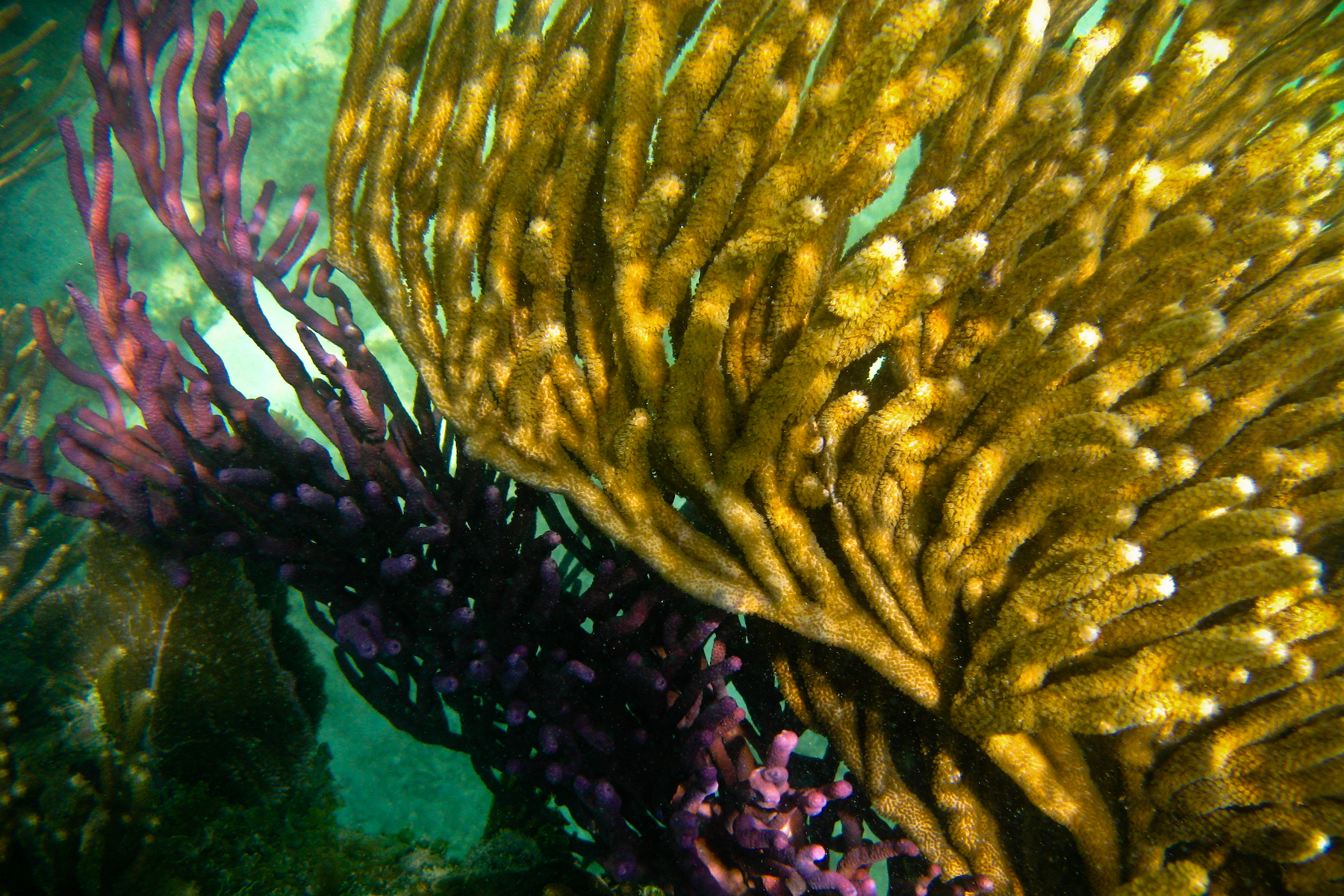
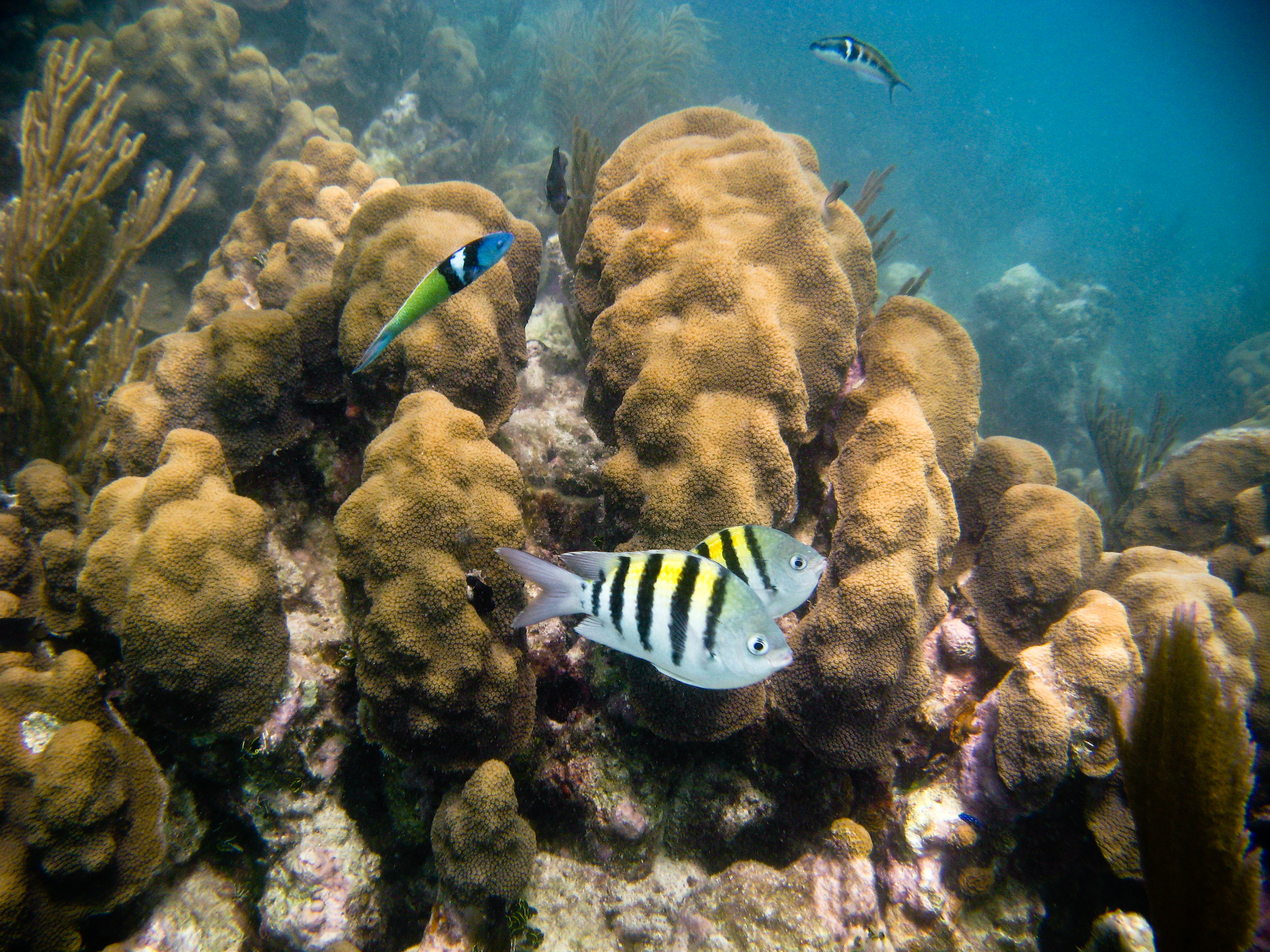
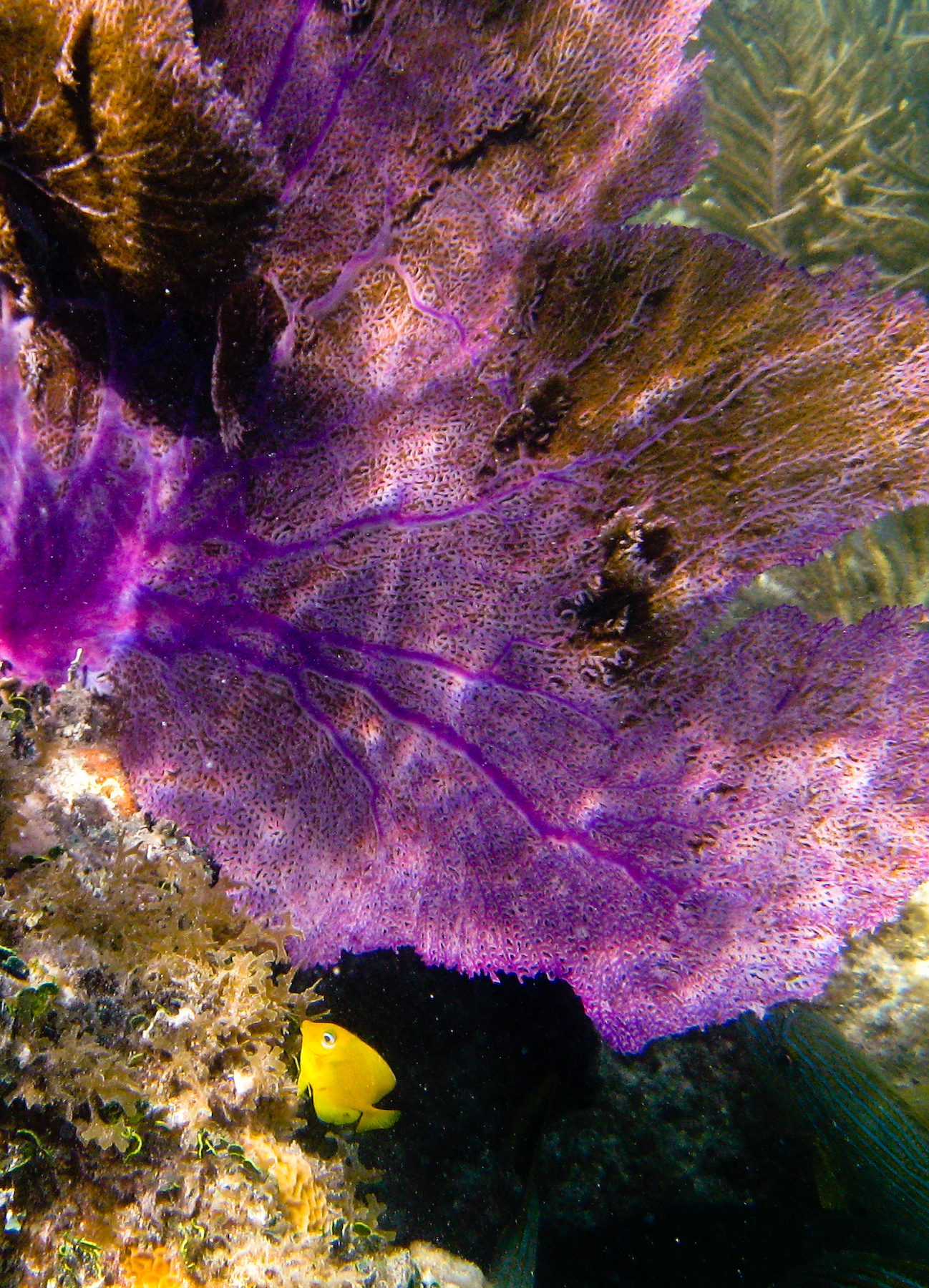
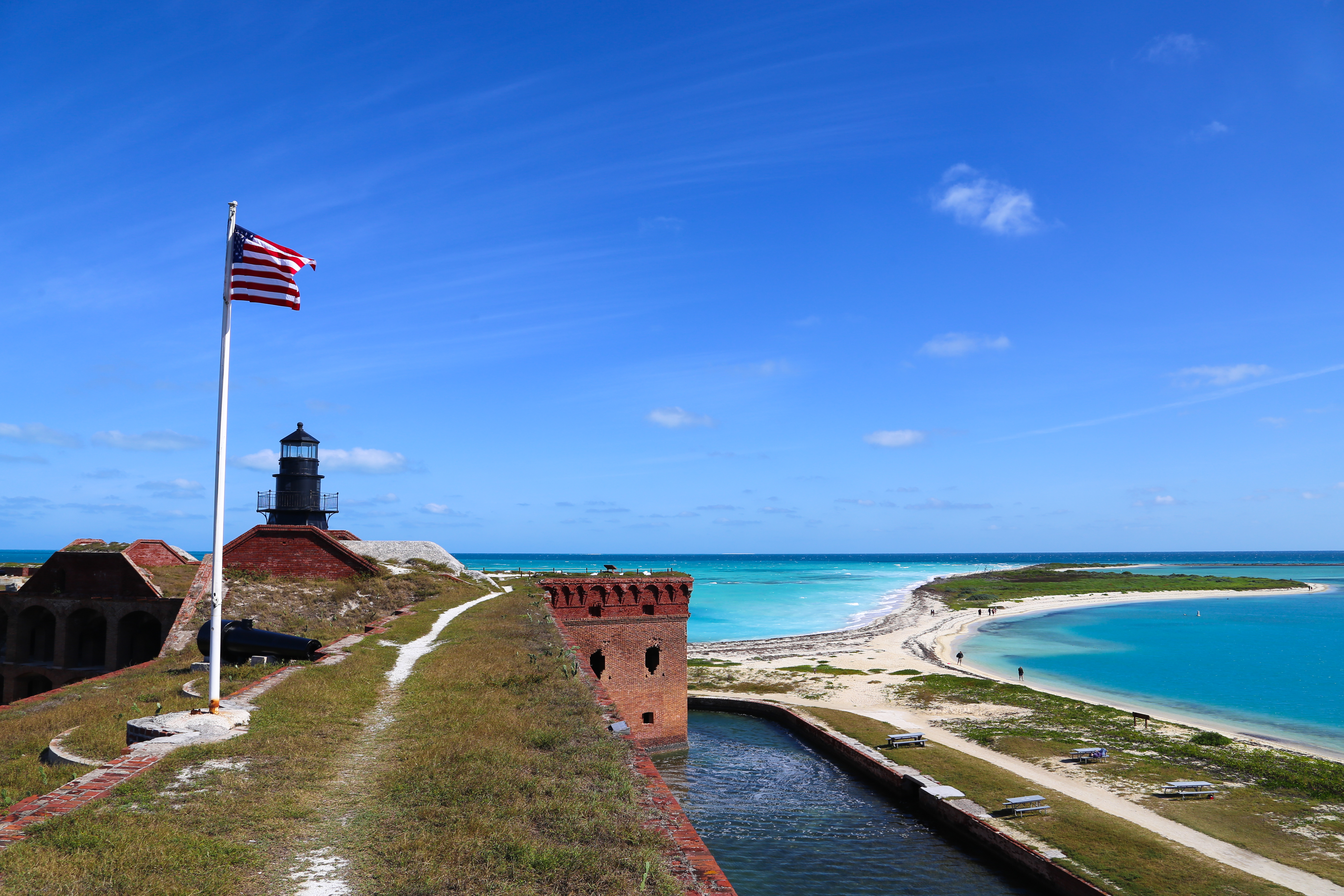
Fort Jefferson.
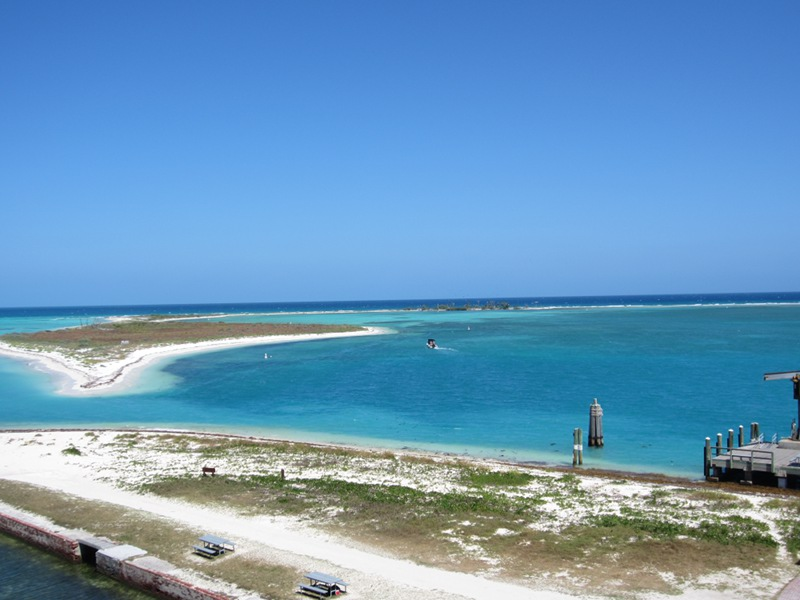
Dry Tortugas.
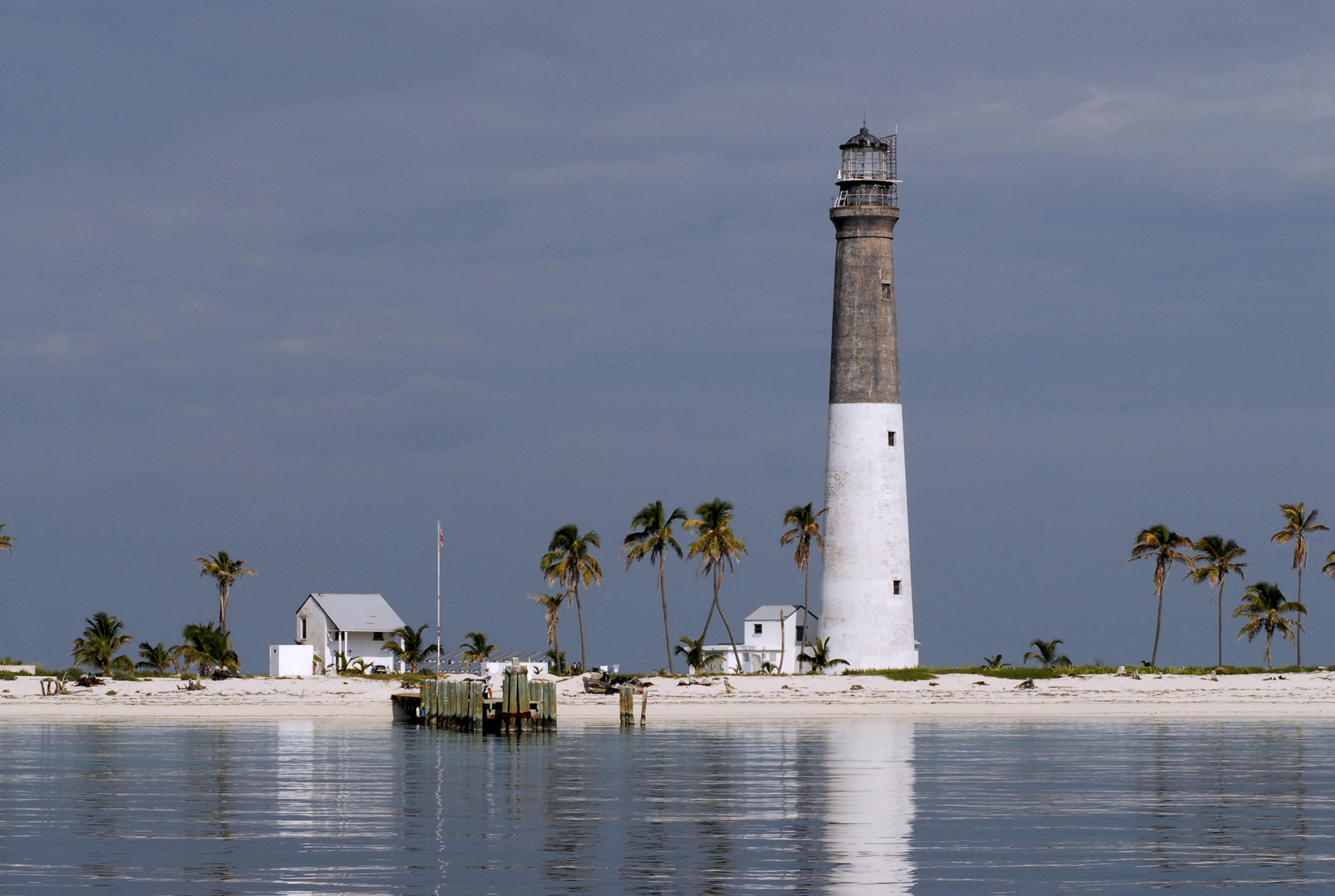
Phare des Dry Tortugas (Loggerhead Key)
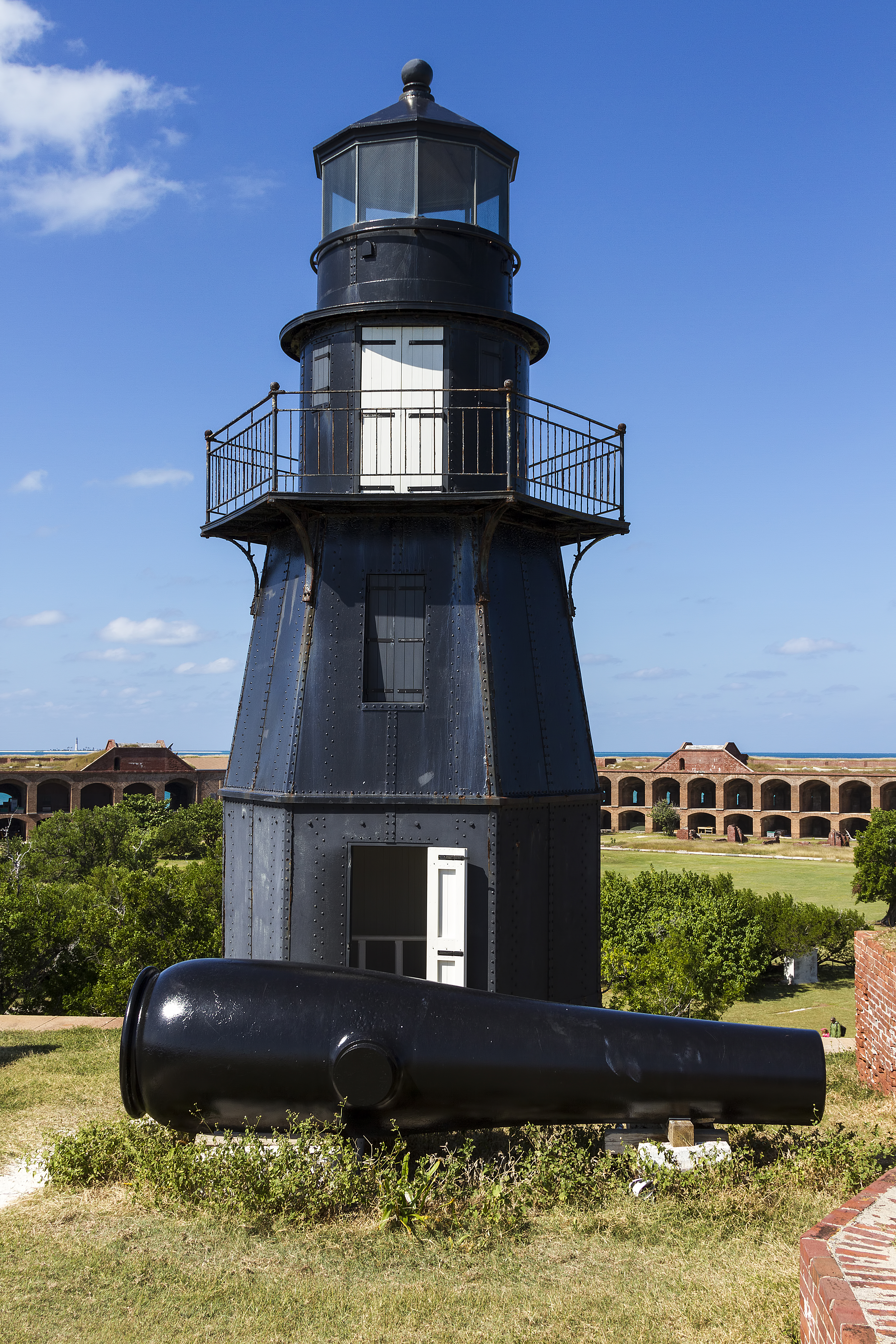
Phare de Tortugas Harbour (Garden Key)